# Абаира
Абаира (порт. Abaíra)  —  муниципалитет в Бразилии, входит в штат Баия. Составная часть мезорегиона Юго-центральная часть штата Баия. Входит в экономико-статистический микрорегион Сеабра. Население составляет 15 729 человек на 2006 год. Занимает площадь 620 км². Плотность населения — 25,37 чел./км².

## История
Поселение появилось в конце XIX века. Статус города получен 22 февраля 1962 года.

## Экономика
Город называют мировой столицей рома, так как в местных кооперативах сосредоточено производство спирта Abaíra. Каждые два года здесь проводится фестиваль рома, который привлекает множество людей со всей страны. Также развито производство сахарного тростника, маниоки, кофе, лука и бананов. Скотоводство.

## Статистика
- Валовой внутренний продукт на 2003 год составляет 15 625 671,00 реалов (данные: Бразильский институт географии и статистики).
- Валовой внутренний продукт на душу населения на 2003 год составляет 1700,29 реалов (данные: Бразильский институт географии и статистики).
- Индекс развития человеческого потенциала на 2000 год составляет 0,681 (данные: Программа развития ООН).

## География
Климат тропический. Характерен дождливый сезон с ноября по март и очень засушливый период с апреля по октябрь.